# Destilación por membrana

## Introducción
La destilación por membrana es un proceso de separación en el que la separación es térmicamente impulsada por el cambio de fase. Una membrana hidrófoba presenta una barrera para la fase líquida, lo que permite que la fase de vapor (por ejemplo, vapor de agua) pase a través de los poros de la membrana. La fuerza impulsora del proceso es una diferencia de presión de vapor parcial comúnmente provocada por una diferencia de temperatura.

## Fundamento de destilación por membrana
La destilación por membrana es una tecnología adecuada para procesos de separación en los que el agua es el componente principal de la solución de alimentación. La mayoría de procesos se basan en la diferencia de presión estática como fuerza motriz entre las dos superficies limítrofes, o una diferencia en la concentración, o un campo eléctrico. 
La diferencia de presión parcial es el resultado de una diferencia de temperatura entre las dos superficies limítrofes. La membrana está cargada con un flujo de alimentación caliente en un lado y un flujo de pereado enfriado en el otro lado. La diferencia de temperatura a través de la membrana, generalmente entre 5 y 20 K, deriva en una diferencia de presión parcial que asegura que el vapor que se desarrolla en la superficie de la membrana sigue la caída de presión, penetra a través de los poros y se condensa en el lado más frío. Durante el proceso, no se permite la infiltración de moléculas líquidas debido a la hidrofobicidad de la membrana, y solo las moléculas de vapor de agua pueden atravesar las paredes de la membrana. Estas membranas están hechas de material sintético hidrófobo (por ejemplo, PTFE, PVDF o PP) y ofrecen poros con un diámetro estándar entre 0.1 y 0.5 μm. El agua ofrece buenas características de dipolo, mientras que el tejido de la membrana no es polar, por lo tanto el líquido no moja el material de la membrana. 
El proceso se basa en que un fluido de condensación (generalmente agua pura) más frío que la corriente de alimentación fluye a través del lado de permeado de la membrana por medio de una bomba de circulación. En ese momento, el componente volátil (agua o compuestos orgánicos volátiles) se evapora en la interfaz líquido/vapor caliente, pasa a través de los poros y se condensa  en el líquido de condensación dentro de la celda de destilación por membrana. Este proceso se conoce como destilación de membrana por contacto directo que será explicado con más detalle en el apartado de técnicas.

## Técnicas de destilación por membrana
Existen diferentes técnicas de destilación por membrana, las cuales se diferencian principalmente por la disposición de su canal de destilado o la forma en que se opera este canal. Las tecnologías más comunes son las siguientes:

### Contacto directo
La destilación por membrana por contacto directo, como se ha comentado anteriormente, es una técnica en la cual ambos lados de la membrana se cargan con agua de alimentación líquida caliente en el lado de evaporador, y permeado enfriado en el lado del permeado. La condensación del vapor que pasa a través de la membrana ocurre directamente dentro de la fase líquida en la superficie límite de la membrana. La transferencia de masa en contacto directo se puede describir como una secuencia de tres fases: 
1. Formación de un espacio de vapor en la interfaz de la solución caliente
2. Transporte de la fase vapor a través de los poros de la membrana
3. Su condensación en la interfaz membrana-solución del lado frío.

A continuación se detalla más detalladamente el proceso: El refrigerante ingresa al canal del condensador a una temperatura de 20 °C . Después de atravesar la membrana, el vapor se condensa en el agua de refrigeración, liberando su calor latente y provocando un aumento de temperatura en el refrigerante. La conducción de calor sensible también calienta el agua de enfriamiento a través de la superficie de la membrana. Debido al transporte de masa a través de la membrana, el flujo de masa en el evaporador disminuye mientras que el canal del condensador aumenta en la misma cantidad. El flujo másico de refrigerante precalentado sale del canal del condensador a una temperatura de aproximadamente 72 °C y entra en un intercambiador de calor, precalentando así el agua de alimentación. Esta agua de alimentación se envía luego a una fuente de calor adicional y finalmente ingresa al canal del evaporador del módulo de destilación por membrana a una temperatura de 80 °C. El proceso de evaporación extrae el calor latente del flujo de alimentación, que enfría la alimentación cada vez más en la dirección del flujo. Se produce una reducción adicional del calor debido al calor sensible que pasa a través de la membrana. El agua de alimentación enfriada sale del canal del evaporador a aproximadamente 28 °C. Las diferencias de temperatura total entre la entrada del condensador y la salida del evaporador y la entrada del condensador y la salida del evaporador son aproximadamente iguales. 
Dado que la membrana es la única barrera que limita el transporte de masa, pueden ser producidos altos flujos de permeado con relación a la superficie. Por otro lado, una desventaja es la alta pérdida de calor sensible ya que las propiedades aislantes de una única capa de membrana son bajas. Esto reduce la eficiencia del proceso. 
En este proceso, el enfriamiento a través de la membrana es proporcionado por el flujo de permeado en lugar del precalentamiento de la alimentación. Por lo tanto, también se necesita un intercambiador de calor externo para recuperar el calor del permeado, y el auto caudal de alimentación debe optimizarse cuidadosamente.

### Air-gap
La configuración con espacio de aire es la técnica más versátil ya que solo la solución de alimentación está en contacto directo con la membrana. Un espacio de aire separa la membrana hidrófoba de una superficie de condensación fría, por lo tanto el vapor que pasa a través de la membrana debe superar adicionalmente este espacio de aire antes de condensarse en la superficie más fría. Además, el permeado se condensa en una superficie enfriada en lugar de directamente en el permeado enfriado, lo que proporciona la principal ventaja frente a las otras configuraciones. La ventaja de este método es el alto aislamiento térmico hacia el canal del condensador, minimizando así las pérdidas por conducción de calor. Sin embargo, la desventaja es que el espacio de aire representa una barrera adicional para el transporte masivo, lo que reduce la salida de permeado relacionado con la superficie en comparación con el método de contacto directo. Otra ventaja es que los volátiles, las sustancias con baja tensión superficial como el alcohol u otros disolventes pueden separarse de las soluciones diluidas debido a que no hay contacto entre el líquido permeado y la membrana. 
En este tipo de técnica, se pueden incluir superficies de condensación hidrófobas para mejorar el flujo y la eficiencia energética.

### Sweeping-gas
Esta configuración de gas de barrido es también conocida como extracción por aire. Como el propio nombre indica, se utiliza un gas inerte para barrer el vapor en el lado de la membrana de permeado para condensarlo fuera del módulo de membrana. Como en la configuración de air-gap, hay una barrera de gas para reducir la pérdida de calor. La diferencia es que el sistema no es estacionario, lo que mejora el coeficiente de transferencia de masa. Al igual que en la configuración air-gap, se pueden destilar sustancias volátiles con una tensión superficial baja. La principal desventaja de la configuración de gas de barrido es la necesidad de una mayor capacidad del consensador ya que un pequeño volumen de permeado se difunde en un gran volumen de gas de barrido.

### Empleo de vacío
La destilación por membrana empleando vacío es un proceso de evaporación que separa físicamente la alimentación líquida acuosa del permeado de vapor manteniendo vacío. El transporte de vapor a través de la membrana se facilita mediante una presión baja en el lado del permeado, por lo tanto el vapor se succiona fuera del canal de permeado y se condensa fuera del módulo como con la configuración de sweeping-gas. Estas dos configuraciones se pueden aplicar para la separación de sustancias volátiles de una solución acuosa o para la generación de agua pura a partir de agua salada concentrada. 
La ventaja de esta configuración es una superficie activa de membrana efectiva más grande dado que los gases inertes no disueltos que bloquean los poros de la membrana son succionados por el vacío. Además, se puede obtener una cantidad comparable de producto a temperaturas y diferencias de temperatura más bajas a través de la membrana reduciendo el punto de ebullición. Esto significa una reducción de la demanda de energía térmica. Sin embargo, la demanda de energía es mucho mayor que con una configuración de contacto directo o air-gap. 

### Permeate-gap
En comparación con la técnica de contacto directo, en el módulo permeate-gap el canal de permeado está separado del canal del condensador por una superficie de condensación. Esto permite el uso directo de una alimentación de agua salada como refrigerante, ya que no entra en contacto con el permeado. Teniendo esto en cuenta, el agua de refrigeración o alimentación que entra en el canal del condensador a una temperature T1 ahora también se puede utilizar para enfriar el permeado. La condensación de vapor tiene lugar dentro del permeado líquido. El agua de alimentación precalentada que se utilizó para enfriar el condensador se puede conducir directamente a una fuente de calor para el calentamiento final, después de que el condensador llegue a una temperature T2. Una vez que se ha alcanzado la temperatura T3, se conduce al evaporador. El permeado se extrae a la temperatura T5 y la salmuera enfriada se descarga a la temperatura T4.
Ventajas de este método sobre el método de contacto directo es el uso directo de agua de alimentación como líquido refrigerante dentro del módulo y, por lo tanto, la necesidad de un solo intercambiador de calor para calentar la alimentación antes de ingresar al evaporador. De este modo se reducen las pérdidas por conducción de calor. Otra ventaja es la separación del permeado del refrigerante. Por lo tanto, no es necesario extraer el permeado más adelante en el proceso y el flujo másico del refrigerante en el canal del condensador permanece constante. La baja velocidad de flujo del permeado en el espacio de permeado es una desventaja de esta configuración, ya que conduce a una mala conducción del calor desde la superficie de la membrana hasta las paredes del condensador. Las altas temperaturas en la superficie delimitadora de la membrana del lado del permeado son el resultado de este efecto (polarización de la temperatura), que reduce la diferencia de presión de vapor y, por lo tanto, la fuerza impulsora del proceso. Sin embargo, es beneficioso que las pérdidas por conducción de calor a través de la membrana también se reduzcan por este efecto. Este problema de conducción de calor de brecha deficiente se elimina en gran medida con una variante llamada destilación de membrana de brecha conductora, que agrega espaciadores térmicamente conductores a las brechas. 
En comparación con la técnica air-gap, en permeate-gap se logra una mayor salida de permeado relacionado con la superficie, ya que el flujo másico no se inhibe adicionalmente por la resistencia a la difusión de una capa de aire.

## Características de destilación por membrana

### LEP (Presión de Entrada del Líquido)
La presión de entrada del líquido de una membrana hidrofóbica es la presión que se debe aplicar a una membrana en seco para que el líquido penetre en la membrana. El LEP con la aplicación en la destilación o per-vaporación de membranas se puede calcular como un primer parámetro para indicar cuánto se puede humedecer una membrana hacia diferentes soluciones líquidas. 
La LEP depende de muchos parámetros, incluido el tamaño máximo de poro de la membrana, la tensión superficial del líquido, el ángulo de contacto del líquido en la superficie de la membrana y la estructura geométrica de la membrana.
{\displaystyle LEP=-{\beta \gamma \cos(\theta ) \over r_{m}}}
Donde beta es un coeficiente de geometría de poros (beta = 1 para poros cilíndricos y 0 < beta < 1 para poros no cilíndricos), gamma es la tensión superficial del líquido, tita es el ángulo de contacto medido en el lado del líquido, donde la interfaz líquido-vapor se encuentra con la superficie de la membrana y rmax es el tamaño máximo de poro de la membrana.

### Porosidad
La porosidad de las membranas MD debe ser lo más alta posible hasta que no se produzca el fenómeno de humectación. La superficie porosa puede conducir a un mayor flujo de permeado. La porosidad de la membrana se define como el volumen de los poros dividido por el volumen total de la membrana. Puede determinarse por método gravimétrico. La porosidad de la membrana, εm, se puede calcular mediante la siguiente ecuación:
{\displaystyle \epsilon _{m}={{w_{1}-w_{2} \over D_{i}} \over {w_{1}-w_{2} \over D_{i}}+{w_{2} \over D_{p}}}}
donde w1 es el peso de la membrana húmeda, g; w2 es el peso de la membrana seca, g; Di es la densidad del alcohol isopropílico, g / m3; Dp es la densidad del polímero, g / m3.

### Ángulo de contacto del agua
El ángulo de contacto es importante en la investigación de membranas, ya que revela la hidrofilia y el comportamiento de humectación de una membrana. Se desea una membrana hidrófila ya que exhibe propiedades de bajo ensuciamiento y alto flujo de agua. 
La tendencia de la superficie de la membrana a ser mojada por líquidos a menudo se mide mediante análisis del ángulo de contacto del líquido. En MD, debido a que el agua es el componente principal de la solución de alimentación, el ángulo de contacto del agua se calcula para determinar la tendencia de la superficie a las gotas de agua. En esta técnica, se calcula el ángulo entre la gota de agua y la superficie de la membrana. Para minimizar los errores de cálculo, se seleccionan aleatoriamente varias ubicaciones de la superficie de la membrana y el ángulo de contacto promedio se denota como ángulo de contacto con el agua. Cabe señalar que se debe considerar el efecto del tamaño medio de los poros y la rugosidad de la superficie para especificar el ángulo exacto de contacto con el agua.

### Conductividad térmica
La conductividad térmica de un material es una medida de su capacidad para conducir calor.
La conductividad térmica de las membranas MD debe ser lo más baja posible. La pérdida de calor en varias configuraciones de MD se atribuye al material de la membrana y a los gases existentes en los poros de la membrana. El aumento de la conductividad térmica podría reducir el flujo de masa, lo que no es deseable para el proceso de MD. Dado que la conductividad térmica del vapor de agua es un orden de magnitud menor que la de los materiales poliméricos que se utilizarán en MD, el aumento de la porosidad de la superficie de la membrana podría conducir a una reducción de la pérdida de calor. Entonces, la presencia de macro huecos en la superficie de la membrana resultará en una reducción de la conductividad térmica. Como se indicó anteriormente, la conductividad térmica de las membranas MD está relacionada tanto con la conductividad térmica del polímero (kp) como con los gases (kg):

### Grosor de la membrana
El grosor de la membrana es una de las características más eficaces en el rendimiento de la membrana MD. El espesor de la membrana y el flujo de permeado de la membrana están inversamente relacionados entre sí. A medida que la membrana se vuelve más delgada, el flujo de permeado aumenta debido a la reducción de la resistencia a la transferencia de masa. Por otro lado, cuando aumenta el espesor de la membrana, la pérdida de calor disminuye. Por lo tanto, existe una compensación entre la ventaja (menor pérdida de calor) y la desventaja (menor flujo de permeado) de una membrana más gruesa.

## Condiciones del proceso

### Temperatura de la alimentación
La temperatura de alimentación tiene un efecto poderoso sobre el flujo de permeado. Según la ecuación de Antoine, al aumentar la temperatura, la presión de vapor aumenta exponencialmente. Por lo tanto, el flujo de permeado aumentará exponencialmente al aumentar la temperatura. Cuando la diferencia de temperatura entre el lado de alimentación y el permeado de la membrana se mantiene constante, el flujo de destilado aumentará cuando la temperatura del lado de alimentación aumente, lo que significa que la presión de vapor depende de la temperatura más alta. En otras palabras, el aumento en el gradiente de presión de vapor cuando aumenta la temperatura del fluido caliente es mayor que el tiempo que disminuye la temperatura del fluido frío. Además, algunos investigadores descubrieron que el aumento de la diferencia de temperatura entre la alimentación y el lado permeado de la membrana aumentará positivamente el factor de difusión.

### Concentración de la alimentación
Cuando aumenta la concentración de la alimentación, el flujo de permeado disminuirá considerablemente debido a la reducción de la presión de vapor y al incremento de la polarización de la temperatura. De hecho, la reducción de la presión de vapor inducida por el incremento de concentración provoca una reducción del flujo de destilado. Además, los investigadores demostraron que hay tres razones para la disminución del flujo como resultado del aumento de la concentración de alimentación, la reducción de la actividad del agua, la reducción del coeficiente de transferencia de masa causada por la polarización de la concentración y la reducción del coeficiente de transferencia de calor causada por la disminución de la temperatura de la superficie de la membrana.

### Tipo de membrana
Las membranas MD deben tener una superficie porosa con un tamaño medio de poro alto. El flujo de destilado es proporcional al tamaño de los poros de la superficie y la porosidad es inversamente proporcional al grosor de la membrana y la tortuosidad de los poros. Además, las membranas deben presentar un valor LEP alto para evitar que se mojen. Por último, las membranas sin soporte con un cierto tamaño de poro mostraron un flujo más alto que las membranas con soporte con el mismo tamaño de poro.

### Tasa de flujo de alimentación
Los efectos del caudal de alimentación en SGMD son insignificantes, mientras que es considerable en DCMD y VMD. En general, el aumento del caudal de alimentación conduce a un incremento del flujo de permeado. Esto se debe a la mejora de homogeneización de la mezcla y la reducción del espesor de la capa límite de temperatura en el lado de alimentación de la membrana. Al aumentar el caudal de alimentación, el régimen de flujo laminar se convierte en un régimen turbulento y el flujo de destilado alcanza valores asintóticos. De hecho, al aumentar el caudal de alimentación, el número de Reynolds y el coeficiente de transferencia de calor aumentan, lo que conduce a la reducción de la polarización de la temperatura.

### Operación de larga duración
Las membranas MD deben mostrar un rendimiento estable en los experimentos durante días y meses. En realidad, la estabilidad de la membrana es el desafío más importante en la comercialización de MD. Varios experimentos mostraron que después de la compactación de la membrana, el flujo de permeado aumentó en las horas iniciales de las pruebas. Luego, el flujo se redujo hasta alcanzar un estado estacionario. La humectación y el ensuciamiento parcial de los poros se expresaron como razones de la reducción del flujo durante los experimentos de MD de larga duración.

## Aplicaciones
MD va a ser una tecnología atractiva para los procesos de separación debido a sus propiedades únicas. Tratar con el agua como un componente clave de los procesos químicos y físicos y un alto factor de separación son las características más atractivas de la tecnología MD. Actualmente, la MD se utiliza en las industrias medioambiental, alimentaria, farmacéutica y de nanotecnología. Además, la MD se puede utilizar como un proceso de un solo paso o se puede combinar con otras técnicas de separación como última etapa. Algunas aplicaciones de MD son las siguientes:
1. Desalación de agua de mar, agua salobre, agua subterránea y salmueras traídas de otras unidades.
2. Tratamiento de aguas residuales industriales, incluido el tratamiento de residuos radiactivos, concentración de ácidos no volátiles, recuperación de ácidos volátiles de efluentes industriales, recuperación de sales mediante cristalización por destilación por membranas (MDC) y efluentes de la industria textil.
3. Preparación de agua destilada, agua pura y agua ultrapura para uso médico y farmacéutico.
4. Producción de concentrados alimentarios líquidos como jugo de mandarina, solución de sacarosa, suero y jugo de manzana.
5. Eliminación de volátiles de jugos de frutas, alcoholes, COV halogenados y benceno por VMD y SGMD.
6. Desalcoholización de bebidas fermentadas y mejora de la producción de etanol utilizando DCMD.

La aplicación de MD más importante es la desalinización de aguas residuales que incluyen un alto porcentaje de moléculas de sal para su descarga segura al medio ambiente o para producir agua potable, pura y ultrapura. El rechazo teórico del 100% de solutos no volátiles, coloides y materias biológicas por parte de MD garantiza la eliminación de todos los solutos no deseados que a menudo existen en las fuentes de agua.

## Retos
Los principales desafíos en la destilación de membranas son la polarización de la temperatura, la polarización de la concentración, el ensuciamiento por contaminantes en la superficie de la membrana y la humectación de los poros. Debido a estos factores, el proceso de destilación por membranas tiene un rendimiento deficiente, por lo que deben controlarse.
Otro de los desafíos para que la destilación por membrana sea rentable es la eficiencia energética. Los sistemas comerciales no han alcanzado un consumo energético competitivo en comparación con las tecnologías térmicas líderes como la destilación de efecto múltiple, aunque algunos han estado cerca  y la investigación ha mostrado potencial para mejoras significativas en la eficiencia energética.

### Polarización de la temperatura
Los problemas debido a la polarización de la temperatura ocurren porque cuando los fluidos fluyen en ambos lados de la membrana, la diferencia de temperatura transmembrana es menor que la diferencia entre las temperaturas de la alimentación y el permeado. Este fenómeno hace que disminuya el flujo de permeado debido a una reducción de la diferencia de temperatura. Este efecto de polarización de la temperatura es el resultado de la resistencia a la transferencia de calor por convección en ambos lados y se cuantifica mediante un coeficiente definido por la siguiente fórmula:
{\displaystyle CPT={T_{m}F-T_{m}P \over T_{b}F-T_{b}P}}
Dónde "m" corresponde a la temperatura cerca de la superficie de membrana y "b" corresponde al bulk. Hay dos áreas diferenciadas, el canal de evaporación donde la alimentación caliente se indica con una "f", y el canal de condensación donde se encuentra el permeado frío que se indica con una "p". Un valor adecuado para CTP para diseñar un proceso de destilación de membrana estaría entre 0.4 y 0.7.

### Polarización de la concentración
Otro factor importante que limita el rendimiento de la destilación por membrana es la polarización de la concentración. En este caso, hay un gas o un líquido que contacta con el lado de alimentación de la membrana y un lado de permeado que está enriquecido en uno de los componentes de la mezcla, que es el que atraviesa la membrana. Hay una acumulación gradual en la concentración de componentes que no penetran o que penetran lentamente en la alimentación a medida que los componentes más permeables pasan a través de la membrana. Por lo tanto, se forma una capa cerca de la superficie de la membrana y la solución inmediatamente adyacente a la superficie de la membrana se agota de la solución de permeado, por lo que la concentración en la superficie se vuelve menor que en el bulk fluid. Por otro lado, la concentración del componente no penetrante aumenta en la superficie de la membrana. Esto crea una polarización de la concentración que hace que el flujo de permeado y la selectividad de la membrana disminuyan.
La polarización de la concentración es cuantificada por el coeficiente siguiente:
{\displaystyle CPC={C_{m}F \over C_{b}F}}

### Contaminación en la superficie de la membrana
El ensuciamiento en el proceso de destilación por membrana es uno de los principales problemas que acecha la estabilidad a largo plazo. Es la acumulación de materiales no deseados en la superficie de la membrana o dentro de los poros lo que afecta su desempeño. La contaminación provoca la reducción del área efectiva de la membrana y la humectación de la membrana porque los contaminantes limitan el paso del permeado y eso da como resultado una disminución del flujo de destilado y un bajo rechazo. Esto también significa una disminución en la eficiencia, por lo que los efectos de las incrustaciones deben reducirse tanto como sea posible.
Técnicas para mitigar el ensuciamiento incluyen la superhidrofobicidad de la membrana, retrolavado con aire para revertir o prevenir el mojado, elegir condiciones de funcionamiento sin ensuciamiento, y mantener capas de aire en la superficie de la membrana. 

### Humectación de la membrana
La humectación de los poros de la membrana es una barrera principal para el uso industrial generalizado de la destilación por membrana. La humectación de los poros de la membrana se debe a que se supera la presión de entrada del líquido y también al ensuciamiento de la membrana. La presión de entrada de líquido es la presión transmembrana mínima requerida para que la alimentación de agua salada supere las fuerzas hidrófobas y entre y humedezca los poros de la membrana. Se desea que sea lo más alta posible para evitar la humectación porque conduce al deterioro de la tasa de producción y la calidad del permeado.

## Desarrollo e innovaciones
La destilación por membrana se puede combinar con otras tecnologías para mejorar la calidad de los productos y disminuir el consumo de energía en la instalación del sistema y en la descarga de agua salada. El sistema híbrido puede ser beneficioso porque corrige otras desventajas del sistema.
Los sistemas híbridos se pueden dividir en dos grupos principales: Sistemas de destilación por membrana integrados con procesos de membrana, y otros integrados con otro tipo de procesos.

### Sistemas combinados con procesos de membrana
En el primer grupo se puede encontrar la combinación de destilación por membrana con ultrafiltración, ósmosis inversa, microfiltración y nanofiltración. Algunos ejemplos de ello es la combinación con ultrafiltración para el tratamiento de aguas residuales aceitosas investigadas por Gryta et al. En este caso, se recoge el permeado de la destilación por membrana y el concentrado de aceite se devuelve a los módulos deultrafiltración como alimentación. El producto de la ultrafiltración contiene menos de 5 ppm de aceite. Un proceso de destilación adicional sobre el permeado de ultrafiltración conduce a una eliminación completa del aceite de las aguas residuales con un alto porcentaje de eliminación del 99,9% para los sólidos disueltos totales. 
Otro ejemplo puede ser la combinación con ósmosis inversa para desalinización investigada por Drioli et al. La destilación por membrana se utiliza para desalinizar la salmuera producida por ósmosis inversa para mejorar la eficiencia y la recuperación de agua. Se puede obtener más agua potable con este sistema híbrido. Los resultados muestran un factor de recuperación del 87% en el sistema híbrido, un 77% en el sistema de destilación por membrana, y 40% en ósmosis inversa.

### Sistemas combinados con otro tipo de procesos
En el segundo grupo, la destilación por membrana se puede combinar con otros procesos de separación químicos y físicos. Por ejemplo, el estudiado por Gryta et al, el rendimiento de un biorreactor híbrido con sistema de destilación por membrana para producir etanol. En la fermentación del azúcar se producen productos no deseados que pueden ser eliminados por la membrana. Esto mejora la eficiencia de la conversión de azúcar en etanol. 

#### Destilación por membrana con energía solar
La destilación por membranas es muy adecuada para unidades de desalinización compactas que funcionan con energía solar y proporcionan una producción de rango pequeño y mediano inferior a 10,000 litros por día. Especialmente el diseño enrollado en espiral patentado por GORE en el año 1985 se adapta a esta aplicación. Dentro del proyecto MEMDIS, que se inició en 2003, el Instituto Fraunhofer de Sistemas de Energía Solar ISE comenzó a desarrollar módulos de destilación por membrana, así como a instalar y analizar dos sistemas operativos de energía solar diferentes, junto con otros socios del proyecto. El primer tipo de sistema es el llamado sistema compacto, diseñado para una producción de agua potable de 100 a 120 litros por día de agua de mar o salobre. El objetivo principal del diseño del sistema es una planta simple, autosuficiente, de bajo mantenimiento y robusta para los mercados objetivo en áreas áridas y semiáridas de baja infraestructura. El segundo tipo de sistema es la denominada planta de dos circuitos con una capacidad de alrededor de 2,000 litros por día. Aquí, el circuito colector está separado del circuito de desalación por un intercambiador de calor resistente al agua salada. Sobre la base de estos dos tipos de sistemas, se desarrollaron, instalaron y observaron varios prototipos.
La configuración estándar del sistema compacto estudiado en 2011 es capaz de producir una producción de destilado de hasta 150 litros por día. La energía térmica requerida es suministrada por un campo colector solar térmico de 6.5 m2. La energía eléctrica es suministrada por un módulo fotovoltaico de 75 W. Este tipo de sistema está siendo desarrollado y comercializado por Solar Spring GmbH, una empresa derivada del Instituto Fraunhofer de Sistemas de Energía Solar. Dentro del proyecto MEDIRAS, otro proyecto de la UE, se instaló un sistema mejorado de dos bucles en la isla de Gran Canaria. Construido dentro de un contenedor de 6.1 m y equipado con una bandeja colectora de 225 m2, un tanque de almacenamiento de calor hace posible una producción de destilado de hasta 3,000 litros por día. También se han implementado otras aplicaciones con hasta 5,000 litros por día, ya sea 100% con energía solar o como proyectos híbridos en combinación con calor residual.